# Пођо Темпести (Фиренца)
Пођо Темпести је насеље у Италији у округу Фиренца, региону Тоскана.
Према процени из 2011. у насељу је живело 106 становника. Насеље се налази на надморској висини од 60 м.